# Onze-Lieve-Vrouw-van-Lourdeskapel (Schoorheide)

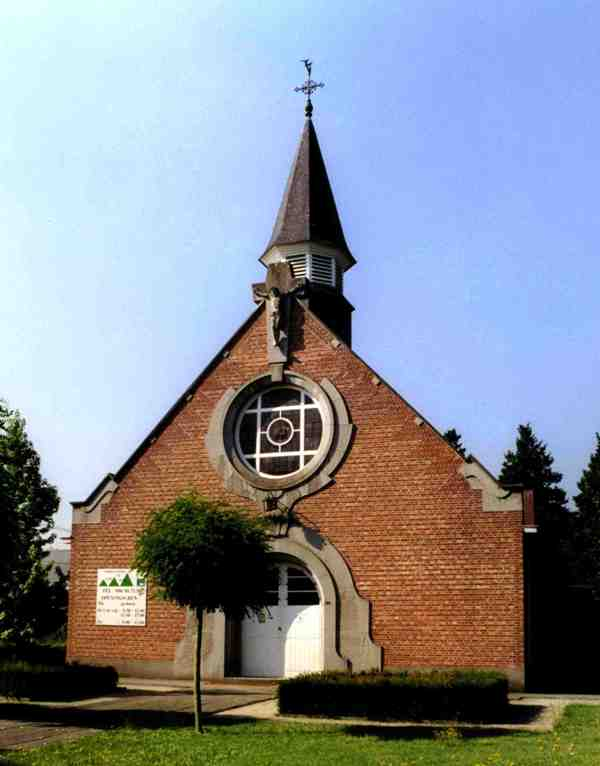
Onze-Lieve-Vrouw-van-Lourdeskapel

De Onze-Lieve-Vrouw-van-Lourdeskapel is een voormalige bijkerk in de tot de Antwerpse gemeente Balen behorende plaats Schoorheide, gelegen aan de Steenweg op Leopoldsburg 71/2.

## Geschiedenis
De kapel werd in 1939 opgericht naar ontwerp van Pierre Backer Overbeek. In 1940 werd Schoorheide een kapelanie en werd de kapel een bijkerk van de Sint-Andriesparochie te Balen. Later kwam het kringloopcentrum De Klus in het kerkje.
Kort na 2015 werd de kapel gesloopt om plaats te maken voor een fitness-centrum.

## Gebouw
Het betreft een zaalkerkje dat naar het zuidwesten is georiënteerd. Op het zadeldak werd in 1954 nog een achtkant klokkentorentje aangebracht. De glas-in-loodramen bleven bij de sloop gespaard en werden opgeslagen.